# Graphosolus philippinensis
Graphosolus philippinensis là một loài bọ cánh cứng trong họ Elmidae. Loài này được Jäch & Kodada miêu tả khoa học năm 1996.